# Puchar Portugalii w piłce siatkowej mężczyzn (2023/2024)
Puchar Portugalii w piłce siatkowej mężczyzn 2023/2024 – 60. edycja rozgrywek o siatkarski Puchar Portugalii zorganizowana przez Portugalski Związek Piłki Siatkowej (Federação Portuguesa de Voleibol, FPV). Zainaugurowana została 22 października 2023 roku. Do rozgrywek zgłosiło się 25 drużyn.
Rozgrywki składały się z rundy preeliminacyjnej, czterech rund eliminacyjnych, 1/8 finału, ćwierćfinałów oraz turnieju finałowego. Turniej finałowy odbył się w dniach 23–24 marca 2024 roku w Centrum Kultury Viana do Castelo (Centro Cultural de Viana do Castelo). W ramach turnieju finałowego rozegrane zostały półfinały i finał.
Po raz piąty Puchar Portugalii zdobył Sporting CP, który w finale pokonał AJ Fonte Bastardo.

## System rozgrywek
Rozgrywki o Puchar Portugalii w sezonie 2023/2024 składały się z fazy wstępnej, fazy głównej oraz turnieju finałowego.
Faza wstępna obejmowała rundę preeliminacyjną oraz cztery rundy eliminacyjne. W rundzie preeliminacyjnej uczestniczyły drużyny z III Divisão, natomiast w I rundzie eliminacyjnej dołączyły zespoły z II Divisão. Przed rundą preeliminacyjną oraz przed II rundą eliminacyjną odbyły się losowania, które wyłoniły pary meczowe. Losowanie rundy preeliminacyjnej oraz I rundy eliminacyjnej miało miejsce 11 października, natomiast II, III i IV rundy eliminacyjnej – 6 listopada.
Faza główna składała się z 1/8 finału oraz ćwierćfinałów. W 1/8 finału uczestniczyli: zwycięzca czwartej rundy eliminacyjnej, drużyny z najwyższej klasy rozgrywkowej (Liga Una Seguros), a także przedstawiciel regionu autonomicznego Madery. Zwycięzcy ćwierćfinałów awansowali do turnieju finałowego. W ramach turnieju finałowego rozegrano półfinały i finał. Nie był grany mecz o 3. miejsce. Przed poszczególnymi rundami fazy głównej oraz przed turniejem finałowym odbyły się losowania. Losowanie 1/8 finału miało miejsce 19 grudnia, ćwierćfinałów – 24 stycznia, natomiast turnieju finałowego – 22 lutego. We wszystkich rundach o awansie w parze decydował jeden mecz.

## Drużyny uczestniczące
W Pucharze Portugalii w sezonie 2023/2024 uczestniczyło 25 drużyn.
| Liga Una Seguros (14 drużyn)   | Liga Una Seguros (14 drużyn) |
| ------------------------------ | ---------------------------- |
| AA Espinho                     | ćwierćfinał                  |
| AA São Mamede                  | 1/8 finału                   |
| AJ Fonte Bastardo              | finał                        |
| Ala de Nun'Álvares de Gondomar | ćwierćfinał                  |
| Castêlo da Maia GC             | ćwierćfinał                  |
| CV Oeiras Valley               | 1/8 finału                   |
| Esmoriz GC                     | ćwierćfinał                  |
| GC Santo Tirso/Mercainox       | 1/8 finału                   |
| Leixões SC                     | półfinał                     |
| SC Espinho                     | 1/8 finału                   |
| SL Benfica                     | półfinał                     |
| Sporting CP                    | zwycięstwo                   |
| VC Viana/Casa Peixoto/IPVC     | 1/8 finału                   |
| Vitória SC                     | 1/8 finału                   |

| II Divisão (8 drużyn)        | II Divisão (8 drużyn)  |
| ---------------------------- | ---------------------- |
| Associação Ruínas VC         | III runda eliminacyjna |
| CA Madalena                  | 1/8 finału             |
| CD EBS Santa Cruz            | 1/8 finału             |
| Centro de Voleibol de Lisboa | I runda eliminacyjna   |
| CN Ginástica                 | III runda eliminacyjna |
| GC Vilacondense              | II runda eliminacyjna  |
| GDC Gueifães                 | I runda eliminacyjna   |
| SC Caldas                    | IV runda eliminacyjna  |

| III Divisão (3 drużyny) | III Divisão (3 drużyny) |
| ----------------------- | ----------------------- |
| Famões CA               | I runda eliminacyjna    |
| VC Braga                | I runda eliminacyjna    |
| VC Setúbal 1990         | runda preeliminacyjna   |

## Rozgrywki

### Faza wstępna

#### Runda preeliminacyjna
| 22.10.2023 19:00 (UTC+1) | Famões CA | 3:0 (25:0, 25:0, 25:0) raport | VC Setúbal 1990 | Pavilhão Municipal Susana Barroso, Pontinha Sędziowie: Maria Ferreira i André Correia |

Wolny los: VC Braga

#### I runda eliminacyjna
| 29.10.2023 17:00 (UTC±0) | Centro de Voleibol de Lisboa | 0:3 (20:25, 21:25, 18:25) raport | SC Caldas | Escola Sophia de Mello Breyner, Amadora |

| 29.10.2023 15:00 (UTC±0) | VC Setúbal 1990 | 1:3 (17:25, 22:25, 25:20, 20:25) raport | Associação Ruínas VC | Pavilhão Desportivo de Aranguez, Setúbal |

| 26.11.2023 15:00 (UTC±0) | Famões CA | 1:3 (25:22, 23:25, 13:25, 20:25) raport | Associação Ruínas VC | Pavilhão Municipal Susana Barroso, Pontinha Sędziowie: Sérgio Pereira i Hugo Cruz |

| 29.10.2023 17:00 (UTC±0) | GC Vilacondense | 3:0 (25:19, 25:17, 28:26) raport | VC Braga | Pavilhão do Parque de Jogos, Vila do Conde |

| 29.10.2023 15:00 (UTC±0) | CN Ginástica | 3:1 (25:22, 18:25, 25:23, 25:23) raport | GDC Gueifães | Pavilhão do CN Ginástica, Parede |

Wolny los: CA Madalena

#### II runda eliminacyjna
| 19.11.2023 17:00 (UTC±0) | GC Vilacondense | 1:3 (27:29, 25:21, 24:26, 21:25) raport | SC Caldas | Pavilhão do Parque de Jogos, Vila do Conde |

Wolny los: Associação Ruínas VC, CA Madalena, CN Ginástica

#### III runda eliminacyjna
| 1.12.2023 15:00 (UTC±0) | Associação Ruínas VC | 0:3 (17:25, 18:25, 15:25) raport | CA Madalena | Pavilhão Municipal, Condeixa-a-Nova |

| 1.12.2023 15:00 (UTC±0) | CN Ginástica | 1:3 (25:18, 14:25, 24:26, 19:25) raport | SC Caldas | Pavilhão do CN Ginástica, Parede |

#### IV runda eliminacyjna
| 17.12.2023 18:00 (UTC±0) | CA Madalena | 3:0 (27:25, 25:19, 25:7) raport | SC Caldas | Pavilhão Municipal Atlântico da Madalena, Madalena |

### Faza główna

#### 1/8 finału
| 21.01.2024 16:30 (UTC±0) | AA São Mamede | 1:3 (20:25, 23:25, 27:25, 18:25) raport | Leixões SC | Pavilhão Eduardo Soares, São Mamede de Infesta Widzów: 140 Sędziowie: Luis Meireles i Daniel Silva |

| 21.01.2024 16:00 (UTC±0) | CD EBS Santa Cruz | 0:3 (8:25, 11:25, 10:25) raport | SL Benfica | Escola Básica e Secundária de Santa Cruz, Santa Cruz Widzów: 700 Sędziowie: Francisco Oliveira i Carlos Correia |

| 21.01.2024 18:00 (UTC±0) | Vitória SC | 1:3 (19:25, 24:26, 25:18, 19:25) raport | Ala de Nun'Álvares de Gondomar | Pavilhão Unidade Vimaranense, Guimarães Widzów: brak danych Sędziowie: Nuno Maia i Marisa Salgado |

| 21.01.2024 18:30 (UTC±0) | Esmoriz GC | 3:0 (25:20, 30:28, 25:17) raport | GC Santo Tirso/Mercainox | Pavilhão do Esmoriz GC, Esmoriz Widzów: 118 Sędziowie: Pedro Gonçalves i Rui Carvalho |

| 21.01.2024 16:00 (UTC±0) | Castêlo da Maia GC | 3:0 (25:16, 25:22, 25:13) raport | CV Oeiras Valley | Pavilhão do Castêlo da Maia GC, Maia Widzów: 120 Sędziowie: Miguel Correia i Rui Oliveira |

| 21.01.2024 16:00 (UTC±0) | VC Viana/Casa Peixoto/IPVC | 0:3 (23:25, 24:26, 20:25) raport | AA Espinho | Pavilhão Municipal de Santa Maria Maior, Viana do Castelo Widzów: 170 Sędziowie: Raquel Portela i Paulo Gavina |

| 21.01.2024 16:00 (UTC±0) | Sporting CP | 3:0 (25:22, 25:11, 25:13) raport | CA Madalena | Pavilhão João Rocha, Lizbona Widzów: 197 Sędziowie: Maria Ferreira i Sofia Costa |

| 21.01.2024 19:30 (UTC-1) | AJ Fonte Bastardo | 3:2 (26:24, 21:25, 22:25, 25:21, 17:15) raport | SC Espinho | Complexo Desportivo Vitorino Nemésio, Praia da Vitória Widzów: 110 Sędziowie: Daniel Fernandes i João Borba |

#### Ćwierćfinały
| 25.02.2024 14:00 (UTC±0) | SL Benfica | 3:0 (25:13, 25:19, 25:17) raport | Ala de Nun'Álvares de Gondomar | Pavilhão da Luz Nº 2, Lizbona Widzów: 416 Sędziowie: Alexandre Ribeiro i Sérgio Pereira |

| 18.02.2024 18:30 (UTC±0) | Esmoriz GC | 1:3 (17:25, 25:23, 21:25, 23:25) raport | Leixões SC | Pavilhão do Esmoriz GC, Esmoriz Widzów: 186 Sędziowie: José Caramez i Hugo Oliveira |

| 18.02.2024 15:00 (UTC±0) | AA Espinho | 0:3 (21:25, 23:25, 22:25) raport | Sporting CP | Pavilhão Arquitecto Jerónimo Reis, Espinho Widzów: 400 Sędziowie: Raquel Portela i Paulo Gavina |

| 18.02.2024 17:00 (UTC-1) | AJ Fonte Bastardo | 3:0 (25:23, 25:20, 25:18) raport | Castêlo da Maia GC | Complexo Desportivo Vitorino Nemésio, Praia da Vitória Widzów: 180 Sędziowie: Rui Carvalho i Miguel Correia |

### Turniej finałowy

#### Półfinały
| 23.03.2024 15:00 (UTC±0) | Sporting CP | 3:1 (25:21, 20:25, 25:20, 25:20) raport | SL Benfica | Centro Cultural de Viana do Castelo, Viana do Castelo Widzów: 962 Sędziowie: Ricardo Ferreira i José Caramez |

| 23.03.2024 18:00 (UTC±0) | AJ Fonte Bastardo | 3:2 (25:19, 22:25, 25:22, 32:34, 15:11) raport | Leixões SC | Centro Cultural de Viana do Castelo, Viana do Castelo Widzów: 657 Sędziowie: Pedro Gonçalves i Sofia Costa |

#### Finał
| 24.03.2024 17:00 (UTC±0) | Sporting CP | 3:2 (25:16, 20:25, 25:22, 20:25, 22:20) raport | AJ Fonte Bastardo | Centro Cultural de Viana do Castelo, Viana do Castelo Widzów: 903 Sędziowie: Raquel Portela i Rui Reis |